# Forcipomyia stigmatipennis
Forcipomyia stigmatipennis är en tvåvingeart som beskrevs av Tokunaga 1959. Forcipomyia stigmatipennis ingår i släktet Forcipomyia och familjen svidknott. Inga underarter finns listade i Catalogue of Life.